# 鄭允晶
鄭允晶（韓語：정윤정），是韓國電視劇的編劇。

## 作品

### 電視劇
- 2007年：MBC《別巡檢》
- 2008年：MBC《別巡檢2》
- 2012年：MBC《阿娘使道傳》
- 2013年：Mnet《Monstar》
- 2014年：tvN《未生》
- 2017年：tvN《河伯的新娘 2017》
- 2021年：JTBC《IDOL：The Coup》

## 外部連結
- NAVER搜索 （页面存档备份，存于）